# Lệnh giao dịch chứng khoán
Lệnh giao dịch chứng khoán hay còn gọi là đặt lệnh (Order) là hướng dẫn mua hoặc bán trên một địa điểm giao dịch như thị trường chứng khoán, thị trường trái phiếu, thị trường hàng hóa, thị trường phái sinh tài chính hoặc sàn giao dịch tiền điện tử. Những hướng dẫn này có thể đơn giản hoặc phức tạp và có thể được gửi tới nhà môi giới hoặc trực tiếp đến địa điểm giao dịch thông qua tiếp cận thị trường trực tiếp. Có một số hướng dẫn tiêu chuẩn cho các lệnh giao dịch như thế. Nhà đầu tư phải chọn một trong các loại lệnh như Lệnh giới hạn (LO), Lệnh thị trường (MP), Lệnh mở cửa (ATO, ATC), Lệnh khớp lệnh sau giờ (PLO) để đặt mua hoặc bán chứng khoán, tuỳ vào nhu cầu và thời gian giao dịch. Thị trường giao dịch chứng khoán là địa điểm hoặc hình thức trao đổi thông tin để tập hợp lệnh mua, lệnh bán và giao dịch chứng khoán và nghĩa vụ của công ty chứng khoán, chi nhánh công ty chứng khoán nước ngoài phải ưu tiên thực hiện lệnh của khách hàng trước lệnh của công ty chứng khoán.

## Các loại

### Lệnh thị trường
Lệnh thị trường (Market order/MP) là lệnh mua hoặc lệnh bán được thực hiện ngay lập tức theo giá hiện tại thị trường (thời gián thị trường). Miễn là có người bán và người mua sẵn sàng, lệnh thị trường sẽ được lấp đầy. Lệnh thị trường được sử dụng khi sự chắc chắn trong việc thực hiện được ưu tiên hơn giá thực hiện. Lệnh thị trường là loại lệnh đơn giản nhất. Loại lệnh này không cho phép bất kỳ sự kiểm soát nào đối với giá nhận được. Lệnh được thực hiện ở mức giá tốt nhất có sẵn tại thời điểm thích hợp. Ở những thị trường biến động nhanh, giá thanh toán hoặc giá nhận được có thể khá khác so với giá cuối cùng được đưa ra trước khi nhập lệnh. Lệnh thị trường có thể được chia cho nhiều người tham gia ở phía bên kia của giao dịch, dẫn đến các mức giá khác nhau cho một số cổ phiếu. Đây là lệnh cơ bản nhất trong tất cả các lệnh và do đó, chúng phải chịu mức hoa hồng (chiết khấu) thấp nhất, từ cả nhà môi giới trực tuyến và truyền thống..
Lệnh thị trường à lệnh mua chứng khoán tại mức giá bán thấp nhất hoặc bán chứng khoán tại mức giá cao nhất đang có trên thị trường, đây là lệnh mà bên mua hoặc bán chậm nhất giao dịch với bất cứ giá nào. Nếu chưa khớp hết khối lượng, lệnh MP được xem lệnh mua tại giá bán cao hơn hoặc bán tại giá mua thấp hơn tiếp theo đang có trên thị trường. Sau khi giao dịch theo nguyên tắc này mà vẫn chưa khớp toàn bộ khối lượng đặt lệnh thì lệnh MP được chuyển thành lệnh giới hạn (LO). Trường hợp giá thực hiện cuối cùng là giá trần (đối với lệnh mua) hoặc giá sàn (đối với lệnh bán) thì lệnh MP trở thành lệnh LO mua tại giá trần hoặc lệnh LO bán tại giá sàn. Lệnh MP chỉ được nhập vào hệ thống trong các phiên khớp lệnh liên tục. Trường hợp không có lệnh LO đối ứng tại thời điểm nhập lệnh thì lệnh MP bị huỷ bỏ. Lệnh thị trường trên sàn gồm:
- Lệnh thị trường giới hạn (MTL): nếu không thực hiện được toàn bộ thì phần còn lại chuyển thành lệnh LO và áp dụng các quy định về sửa, huỷ đối với lệnh LO.
- Lệnh thị trường khớp toàn bộ hoặc huỷ (MOK), nếu không thực hiện được toàn bộ thì bị huỷ ngay sau khi nhập.
- Lệnh thị trường khớp và huỷ (MAK), tức có thể thực hiện toàn bộ hoặc một phần, phần còn lại sẽ bị huỷ ngay sau khi khớp lệnh.

### Lệnh giới hạn
Lệnh giới hạn (Limit order/LO) là lệnh mua chứng khoán với giá không quá một mức giá cụ thể hoặc bán chứng khoán với giá không thấp hơn một mức giá cụ thể (được gọi là "hoặc tốt hơn" cho một trong hai hướng). Điều này cho phép người giao dịch (khách hàng) kiểm soát mức giá mà giao dịch được thực hiện; tuy nhiên, lệnh có thể không bao giờ được thực thi ("đã khớp lệnh"). Đây là lệnh mua hoặc bán chứng khoán tại một mức giá xác định hoặc tốt hơn. Ở Việt Nam thì đây là loại lệnh phổ biến, được nhà đầu tư sử dụng nhiều nhất. Lệnh này được thực hiện suốt phiên, trừ giao dịch thoả thuận sau một thời gian xác định theo quy định của sàn giao dịch chứng khoán. Lệnh LO có hiệu lực từ khi được nhập vào hệ thống giao dịch cho đến khi kết thúc ngày giao dịch hoặc đến khi bị huỷ bỏ. Trong trường hợp nhà đầu tư đặt lệnh này trước phiên giao dịch hoặc trong giờ nghỉ trưa, hệ thống sẽ thông báo lệnh ở trạng thái "chờ gửi" và chỉ hiệu lực khi phiên giao dịch bắt đầu.

### Lệnh điều kiện
Lệnh điều kiện (Conditional order) là một tính năng để nhà đầu tư mua bán linh hoạt, nhất là những nhà đầu tư không có nhiều thời gian theo dõi bảng điện tử. Lệnh điều kiện chia thành nhiều loại, cụ thể:
- Lệnh điều kiện với thời gian (TCO): nhà đầu tư có thể đặt lệnh trước phiên giao dịch từ một đến nhiều ngày với số lượng và mức giá xác định. Lệnh này có hiệu lực tối đa trong 30 ngày. Việc đặt lệnh được thực hiện bất cứ lúc nào, sau đó lệnh nằm chờ trong hệ thống của công ty chứng khoán và chỉ được kích hoạt khi thoả mãn điều kiện chọn trước. Nhà đầu tư có thể chọn hình thức khớp lệnh là phát sinh một lần (đồng nghĩa sau khi được kích hoạt thì dù khớp hết, khớp một phần hay không khớp thì cũng bị huỷ bỏ) hoặc phát sinh cho tới khi khớp hết khối lượng.
- Lệnh tranh mua hoặc lệnh tranh bán (PRO): là lệnh nhà đầu tư sẵn sàng mua ở các giá ATO (giá mở cửa)/giá trần/giá ATC (giá đóng cửa) và sẵn sàng bán ở các giá ATO (giá mở cửa)/giá sàn/ATC (giá đóng cửa). Lệnh có hiệu lực cho phiên giao dịch kế tiếp sau khi nhà đầu tư đặt và có thể đặt trước cho tối đa 30 ngày giao dịch kế tiếp.
- Lệnh dừng (Stop order/ST): là lệnh để nhà đầu tư xác định trước giá cắt lỗ hoặc chốt lãi trong tương lai. Lệnh này có hiệu lực ngay khi nhà đầu tư đặt và kéo dài trong 30 ngày.
- Lệnh xu hướng (TS): nhà đầu tư sẽ chọn mã chứng khoán và khối lượng muốn giao dịch, cộng thêm khoảng dừng theo giá trị tuyệt đối (nghìn đồng) hoặc giá trị tương đối (%). Bên cạnh đó, nhà đầu tư có thể thiết lập thêm giá mua thấp nhất hoặc bán cao nhất. Khi giá chứng khoán chạm đến khoảng dừng hoặc giá thì lệnh sẽ được kích hoạt. Tương tự các lệnh điều kiện khác, lệnh xu hướng có hiệu lực tối đa 30 ngày.

### Các lệnh khác
- Lệnh mở cửa (ATO) là lệnh giao dịch tại giá khớp lệnh xác định giá mở cửa. Lệnh có thể được nhập vào hệ thống trước hoặc trong phiên khớp lệnh định kỳ xác định giá mở cửa. Lệnh ATO được ưu tiên trước lệnh giới hạn khi so khớp lệnh. Tuy nhiên, phiên khớp lệnh định kỳ xác định giá mở cửa sẽ không xác định được giá khớp lệnh nếu chỉ có lệnh ATO. Lệnh đóng cửa (ATC) có đặc tính tương tự lệnh ATO, nhưng để xác định giá đóng cửa.[1]
- Lệnh khớp lệnh sau giờ (PLO) là lệnh mua hoặc bán chứng khoán tại mức giá đóng cửa sau khi kết thúc phiên ATC (đóng cửa). Nhà đầu tư chỉ được nhập lệnh này vào hệ thống, nếu có lệnh đối ứng chờ sẵn thì được khớp ngay. Các lệnh PLO không được thực hiện hoặc phần còn lại của lệnh không thực hiện hết tự động bị huỷ. Trong trường hợp phiên khớp lệnh định kỳ không xác định được giá đóng cửa thì lệnh sau giờ (PLO) cũng không được nhập vào hệ thống.[1]